# Bertrand d'Ornesan

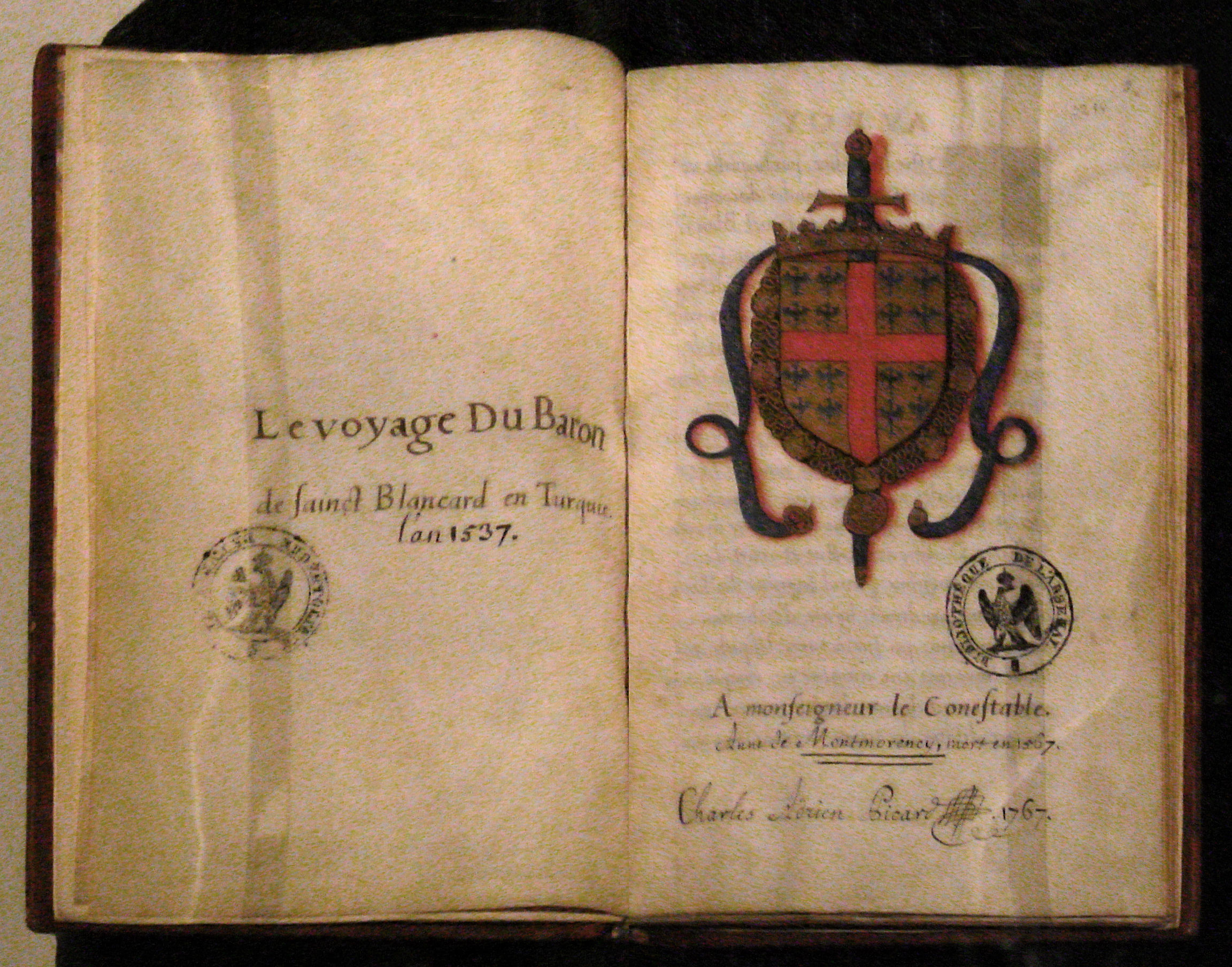
Le Voyage du Baron de Saint Blancard en Turquie, di Jean de la Vega, (dopo il 1538).

Bertand d'Ornesan, noto anche come Bertrand d'Ornezan e soprattutto Baron de Saint-Blancard, (fl. XVI secolo), è stato un ammiraglio francese che nel XVI secolo fu al servizio del re di Francia Francesco I. Fu generale delle galee del Mediterraneo (Amiral de la Flotte du Levant).

## Biografia
Bertrand d'Ornesan cercò di stabilire un avamposto commerciale francese a Pernambuco in Brasile nel 1531. 
Nel 1533 raggiunse l'ambasciata francese presso l'Impero ottomano per incontrare Francesco I.
Nel 1537, iniziò un coinvolgimento di due anni in operazioni con l'Impero ottomano a seguito dell'alleanza franco-ottomana tra Francesco I e Solimano il Magnifico. Condusse una flotta di galee a Corfù per unirsi alla flotta di  Barbarossa all' assedio di Corfù, ma alla fine non riuscì a convincere gli ottomani a partecipare a una grande spedizione contro Italia.  Saint-Blancard lasciò Marsiglia il 15 agosto con 12 galee e giunse a Corfù ai primi di settembre del 1537. Alla fine Solimano, preoccupato da una malattia infettiva che si era sviluppata tra le sue truppe, deciise di far ritorno, con la sua flotta, a Costantinopoli a metà settembre senza aver preso l'isola di Corfù.
La flotta di Saint-Blancard svernò a Chios fino al 17 febbraio 1538. Venne deciso che tre navi sarebbero andate a Costantinopoli, mentre il resto della flotta sarebbe tornata in Francia. A Costantinopoli, furono accolti dall'ambasciatore francese Charles de Marillac. Hayreddin Barbarossa si addossò le spese, e le galee francesi partirono l'11 aprile per far ritorno a Nizza facendo prima scalo a Monastir in Tunisia.
Jean de la Vega, un membro dell'equipaggio, scrisse un resoconto sul suo viaggio.